# Erythrodiplax longitudinalis
Erythrodiplax longitudinalis is een libellensoort uit de familie van de korenbouten (Libellulidae), onderorde echte libellen (Anisoptera).
De wetenschappelijke naam Erythrodiplax longitudinalis is voor het eerst geldig gepubliceerd in 1919 door Ris.